# 마스터 주바

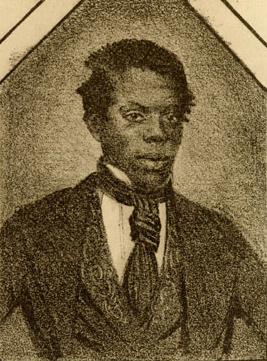
1848년 런던 플레이빌의 《Boz's Juba》초상화

마스터 주바(1825년경 - 1852년 혹은 1853년 경)는 1840년대에 활동한 아프리카계 미국인 댄서이다. 그는 백인 관중들을 위한 무대 위에서 연기한 미국 초대 흑인 연기자들 중 한 명이자 백인 민스트렐 그룹 (Minstrel show)과 함께 공연을 한 그 시대의 유일한 흑인이었다. 그의 실제 이름은 윌리엄 헨리 레인으로 여겨지며 그는 또한 《American Notes》에 있는 디킨스의 생생한 묘사에 따르면 《Boz's Juba》로도 알려져 있다.
10대 때, 그는 험한 술집과 맨해튼 파이브포인츠 근방의 댄스홀에서 첫발을 내딛었으며, 1840년대 중반에 민스트렐 쇼로 옮긴다. "마스터 주바"는 종종 존 다이아몬드를 포함하는 최고의 백인 댄서들에게 도전하여 그들을 패배시켰다. 댄서로서 한창일 때, 주바의 활동은 그가 당시 일련의 유명한 댄서들을 모방했던 것이 주를 이루었으며 본인의 스타일을 찾아 연기함으로써 모방행위를 그만두게 되었다.
1848년에 에디오피안 세레네이더스 (Ethiopian Serenaders)와 함께 "Boz's Juba"는 런던으로 여행을 갔다. 주바는 그의 댄스 스타일로 영국에 센세이션을 일으켰다. 그는 비평가들의 호평을 받았다. 그럼에도 불구하고, 작가들은 그를 전시용품으로 취급했으며, 또한 영국에 있는 내내 착취를 당하였다. 1850년대 초기에 영국과 미국 둘다에서 기록들은 주바를 거의 최고로 인정했다. 미국의 비평가들이 혹평을 하면서, 주바는 각광을 받지 못하게 되었다. 그는 과업이나 영양실조로 1852년 혹은 1853년에 사망한 것으로 추정된다. 그는 마리안 한나 윈터의 1947년 기사가 그의 이야기를 부활시킬때까지 역사가들에게 크게 잊혀진 상태였다.
현존하는 문서들은 주바의 댄싱 스타일에 대한 혼잡한 기술을 제공하지만, 확실한 논지는 댄스가 충격적이며, 다양한 템포에, 번개같이 빠르며, 표현이 풍부하며, 전대미문이라는 사실을 보여준다. 그 댄스는 아일랜드의 지그같은 유럽의 포크 댄스와 워크어라운드 같은 플랜테이션 농업 노예들이 했던 아프라카에서 유래한 스텝 둘 다를 통합한 것으로 추정된다. 주바 전에, 블랙페이스 공연 춤은 다른 측면보다 흑인 문화에 더 충실했지만, 블랙페이스 광대와 민스트렐이 주바의 스타일을 채택했기 때문에, 춤 스타일에 대한 신빙성이 더해진다. 블랙페이스 퍼포먼스가 충격을 줌에 따라, 주바는 탭 댄스, 재즈 댄스, 스텝핑 같은 미국의 댄스 스타일의 발전에 지대한 영향을 끼쳤다.

## 참고
1. ↑  The Era, Provincial Theatricals, 30 July 30 1848
2. ↑  The Times, Tuesday, Aug 22, 1848; pg. 5; Issue 19948; col F: "VAUXHALL GARDENS—The gardens were attended last night by a more than usual number of persons, and amongst them were many of the nobility and people of fashion. In addition to the usual amusements...the still more astonishing performances of 'Juba,' the protege of the original 'Bones,' Mr. Pell, in the character of Lucy Long, attracted a great attendance. The performances of this young man are far above the common performances of the mountebanks who give imitations of American and nigger character, there is an ideality in what he does that makes his efforts at once dramatic and poetical, without losing sight of the reality of representation. He was loudly applauded, and compelled to repeat his efforts three times." Juba was advertized as appearing nightly, six nights a week during his long engagement at Vauzhall Gardens.